# Leptostylus leucopygus
Leptostylus leucopygus là một loài bọ cánh cứng trong họ Cerambycidae.